# سلامة في خير (فلم)
سلامة في خير فيلم مصري من إنتاج عام 1937.

## قصة الفيلم
تدور أحداث الفيلم حول سلامة محصل في أحد المحلات التجارية، يذهب للبنك لإيداع إيراد المحل، ولكنه يجد البنك مغلقا، يقع سلامة في حيرة خوفا على الإيراد، يشير عليه أحدهم الإقامة في أحد الفنادق ويودع المبلغ لدى إدارة الفندق. وهناك يتقابل مع أحد الأمراء الذي يطلب منه أن يحل محله لأن هناك خطرًا على حياته، تقلق زوجة سلامة لغيابه كذلك صاحب المحل. ينجح سلامة في مهمته ويحقق للأمير مكاسب. في النهاية يتسلم حقيبة النقود والتي استبدلت بحقيبة أخرى سهوا بها عينات من الأقمشة، يطلب صاحب المحل القبض عليه، ولكن تظهر الحقيقة، فيسلمه الأمير مكافأته وكذا صاحب المحل، ويعود مع زوجته إلى المنزل. [بحاجة لمصدر]

## بطولة
- نجيب الريحاني : (سلامة)
- حسين رياض : (الأمير خير كندهار)
- منسي فهمي : (جودت)
- فؤاد شفيق : (خليل هنداوي)
- شرفنطح : (بيومي مرجان)
- راقية إبراهيم : (جيهان)
- روحية خالد : (ناهد)
- فردوس محمد : (ستوتة)
- أمينة ذهني: (الحما)
- مدام جربيس : (أم يني)
- إستفان روستي : (رستم باشا)
- حسن فايق : (فايق)
- إدمون تويما : (الخواجة ألبير)
- فؤاد المصري: (مدير اللوكاندة)
- اميل عصاعيصو: (نيقولا)
- إبراهيم الجزار: (الشحات)
- محمد كامل : (البربري)
- يحيى نجاتي : (الأكول)
- خيري كريم : (العامل)

## روابط خارجية
- مقالات تستعمل روابط فنية بلا صلة مع ويكي بيانات